# آنا ماريا سيكلوتسكا
آنا ماريا سيكلوتسكا (مواليد 31 مايو 1992)، هي ممثلة ومغنية بولندية، اشتهرت بتجسيد شخصية Laura Biel في فيلم 365 يوم الصادر سنة 2020. وظهرت سابقًا في المسلسل التلفزيوني البولندي Na dobre i na złe في 2019.

## الحياة الشخصية
ولدت سيكلوتسكا في لوبلان، أكبر مدينة في شرق بولندا. والدها المحامي جيرزي أنتوني سيكلوتسكا.
درست آنا ماريا في الكلية القائمة على فروتسواف في الأكاديمية الوطنية للفنون المسرحية AST، وتخرجت في عام 2018. وهي قادرة على التحدث باللغة البولندية والإنجليزية والفرنسية والألمانية بطلاقة.
وهي حالياً في علاقة مع مدير مسرح Łukasz Witt-Michałowsk. حيث أنهما يقيمان في وارسو .

## أفلامها
في أكتوبر 2019، ظهرت في المسلسل التلفزيوني البولندي Na dobre i na złe، كضيفة شرف حيث لعبت دور أنيا غرابك. وتدور أحداث المسلسل حول حياة المسعفين وطاقم المستشفى.
كان أول ظهور لها في دور رئيسي في فيلم الإغراء 365 يوم، حيث جسدت شخصية لورا بييل إلى جانب ميشيل مورون، وعرض الفيلم لأول مرة على Netflix في يونيو 2020.